# Koliberek bahamski
Koliberek bahamski, ametystowczyk bahamski (Nesophlox evelynae) – gatunek małego ptaka z rodziny kolibrowatych (Trochilidae). Endemit Bahamów.

## Systematyka
Jest to gatunek monotypowy. Podgatunek salita, opisany w 1936 roku przez Greenwaya, nie jest obecnie uznawany. 

## Występowanie
Ptak ten jest endemitem Bahamów i występuje na prawie wszystkich wyspach archipelagu (prócz Inagua), w tym także na położonych w jego wschodniej części wyspach Caicos wchodzących w skład Turks i Caicos – terytorium zależnego Wielkiej Brytanii. Preferuje tereny leśne i ich obrzeża, zarośla i ogrody.

## Charakterystyka

### Morfologia
Ptak osiąga od 8,8 do 10 cm długości oraz masę 2 do 3 g. Górna część jego ciała jest zazwyczaj szarawa, a pierś biała. Występuje dymorfizm płciowy. Samce mają fioletowe pióra na gardle, a samice białe. Różnice występują także w kształcie ogona; samce mają je szpiczaste, a samice zaokrąglone.

### Dieta
Koliberki bahamskie żywią się głównie nektarem oraz małymi owadami.

### Rozmnażanie
Koliberek bahamski tworzy małe, okrągłe gniazda o średnicy 2,5 cm. Są one zbudowane z miękkiego materiału przypominającego bawełnę. Gniazda znajdują się zwykle na wysokości od 60 cm do 3,6 m nad ziemią. Ptaki rozmnażają się przez cały rok, nie mają określonego sezonu lęgowego, ale najczęściej rozmnażają się w kwietniu. Zwykle składają 2 jaja, które są białe i podłużne.

## Status zagrożenia
W Czerwonej księdze gatunków zagrożonych Międzynarodowej Unii Ochrony Przyrody (IUCN) koliberek bahamski jest klasyfikowany jako gatunek najmniejszej troski (LC, ang. Least Concern). Liczebność populacji nie została oszacowana, ale ptak ten opisywany jest jako dość pospolity. Ze względu na brak dowodów na spadki liczebności bądź istotne zagrożenia dla gatunku BirdLife International ocenia trend liczebności populacji jako stabilny.